# Rapisma sabahnum
Rapisma sabahnum is een insect uit de familie van de Ithonidae, die tot de orde netvleugeligen (Neuroptera) behoort. 
Rapisma sabahnum is voor het eerst wetenschappelijk beschreven door P. Barnard in 1981.